# Pedro Jevenois Labernade
Pedro Jevenois Labernade (1878-Cádiz, 1941) fue militar español. Ascendió al grado de general de brigada en mayo de 1938, durante la guerra civil española, estando al mando de la 24.ª división del ejército franquista.

## Biografía
Luchó en la guerra civil española como juez instructor coronel del Regimiento de Artillería de Costa número 1 y en noviembre de 1936 pasó al Regimiento Cádiz número 33, al mando del comandante Manuel Baturone Colombo.
Ascendió a general de brigada con fecha de 14 de mayo de 1938. El 23 de julio de 1938 fue nombrado Comandante general de Artillería del Ejército del Sur.
Era hermano de Luis Jevenois Labernade, teniente coronel en 1938 a disposición del General Jefe del Ejército del Norte.

## Fortificación de la bahía de Algeciras
En mayo de 1939 Gonzalo Queipo de Llano manda establecer una comisión para el estudio de una posible fortificación de la zona circundante a la ciudad de Gibraltar. Encabezando la comisión se encontraría el comandante general de la artillería del Ejército Sur, Pedro Jevenois Labernade que unos años antes había redactado el llamado Plan de Defensa de la Costa Sur. Gran conocedor de los modernos sistemas de fortificación Pedro Jevenois y la llamada Comisión de Fortificación de la Frontera Sur redactaron un proyecto de fortificación basado en el esquema alemán que se plasmó en el llamado Informe número 4 de 18 de noviembre de 1939.